# José Bustamante-Nava
José Bustamante-Nava (ur. 5 marca 1922) – boliwijski piłkarz, reprezentant kraju. Podczas kariery piłkarskiej występował na pozycji obrońcy.

## Kariera piłkarska
Podczas kariery piłkarskiej José Bustamante występował w klubie Litoral La Paz. Z Litoral trzykrotnie zdobył mistrzostwo Boliwii w 1947, 1948, 1949 roku.

## Kariera reprezentacyjna
José Bustamante występował w reprezentacji Boliwii w latach 1946–1953. 
W 1946 roku wziął udział w Copa América na której Boliwia zajęła szóste, ostatnie miejsce a Bustamante wystąpił we czterech meczach turnieju z Brazylią, Argentyną, Paragwajem i Chile. 
W 1947 roku po raz drugi wziął udział w Copa América na której Boliwia zajęła siódme, przedostatnie miejsce a Bustamante wystąpił we wszystkich siedmiu meczach turnieju z Ekwadorem, Argentyną, Urugwajem, Kolumbią, Paragwajem, Peru i Chile. 
W 1949 roku po raz trzeci wziął udział w Copa América na której Boliwia zajęła czwarte miejsce a Bustamante wystąpił we wszystkich siedmiu meczach turnieju z Chile, Brazylią, Urugwajem, Ekwadorem, Peru i Paragwajem.
W 1953 roku po raz czwarty wziął udział w Copa América na której Boliwia zajęła szóste, przedostatnie miejsce a Bustamante wystąpił we wszystkich sześciu meczach turnieju z: Peru, Urugwajem, Brazylią, Ekwadorem, Paragwajem i Chile.. 
W 1950 wziął udział w mistrzostwach świata, gdzie wystąpił w jedynym meczu Boliwii z Urugwajem. Ogółem w latach 1946–1953 wystąpił w reprezentacji w 29 spotkaniach.